# Bashar al-Kufrini
Bashar al-Kufrini (* 25. Juli 1980) ist ein ehemaliger jordanischer Leichtathlet, der sich auf den Mittelstreckenlauf spezialisiert hat.

## Sportliche Laufbahn
Erste Erfahrungen bei internationalen Meisterschaften sammelte Bashar al-Kufrini vermutlich im Jahr 2002, als er bei den Asienspielen in Busan mit 1:51,08 min in der ersten Runde im 800-Meter-Lauf ausschied und gelangte über 1500 Meter mit 3:51,47 min auf den 13. Platz. Im Jahr darauf schied er bei den Militärweltspielen in Catania mit 3:54,03 min in der Vorrunde über 1500 Meter aus und 2005 belegte er bei den Islamic Solidarity Games in Mekka in 3:51,63 min den achten Platz. Im Jahr darauf klassierte er sich bei den Asienspielen in Doha mit 3:45,39 min auf dem achten Platz im 1500-Meter-Lauf und im Jahr darauf belegte er bei den Arabischen Meisterschaften in Amman in 3:50,95 min den fünften Platz. Anschließend belegte er bei den Asienmeisterschaften ebendortin 3:51,71 min den fünften Platz über 1500 Meter und kam im Hindernislauf nicht ins Ziel. Im November belegte er bei den Panarabischen Spielen in Kairo in 1:49,87 min den fünften Platz über 800 Meter und gelangte über 1500 Meter mit 3:55,12 min auf Rang acht. Bei den Crosslauf-Weltmeisterschaften 2009 in Amman kam er im Einzelbewerb nicht ins Ziel und im Juni schied er bei den Militär-Weltmeisterschaften in Sofia mit 3:54,10 min im Vorlauf über 1500 Meter aus. Nach einer mehrjährigen Wettkampfpause schied er 2017 bei den Asian Indoor & Martial Arts Games in Aşgabat mit 1:53,47 min im Halbfinale über 800 Meter aus und wurde mit der jordanischen 4-mal-400-Meter-Staffel im Vorlauf disqualifiziert. Daraufhin trat er nicht mehr international in Erscheinung.

## Persönliche Bestzeiten
- 800 Meter: 1:49,87 min, 22. November 2007 in Kairo
  - 800 Meter (Halle): 1:53,47 min, 19. September 2017 in Aşgabat (jordanischer Rekord)
- 1500 Meter: 3:45,39 min, 10. Dezember 2006 in Doha
- 3000 Meter: 8:19,21 min, 5. Juni 2004 in Beirut (jordanischer Rekord)